# ناکاتسوگاوا، گیفو
ناکاتسوگاوا در استان گیفو در کشور ژاپن واقع شده‌است  که دارای جمعیت ۸۳٬۱۱۶ نفر و مساحت ۶۷۶٫۳۸ کیلومتر مربع با تراکم جمعیت ۱۲۳  نفر در کیلومترمربع است و در تاریخ ۱ آوریل ۱۹۵۲ به عنوان شهر شناخته شد.